# 亞戈金卡德魯加
50°43′44″N 28°36′5″E / 50.72889°N 28.60139°E
亞戈金卡德魯加（烏克蘭語：Ягодинка Друга），是烏克蘭北部的村莊，隸屬日托米爾州的日托米爾區。該村始建於1932年，面積0.46平方公里，2001年人口66，人口密度每平方公里143.48人。